# ゴスチーヌイ・ドヴォール

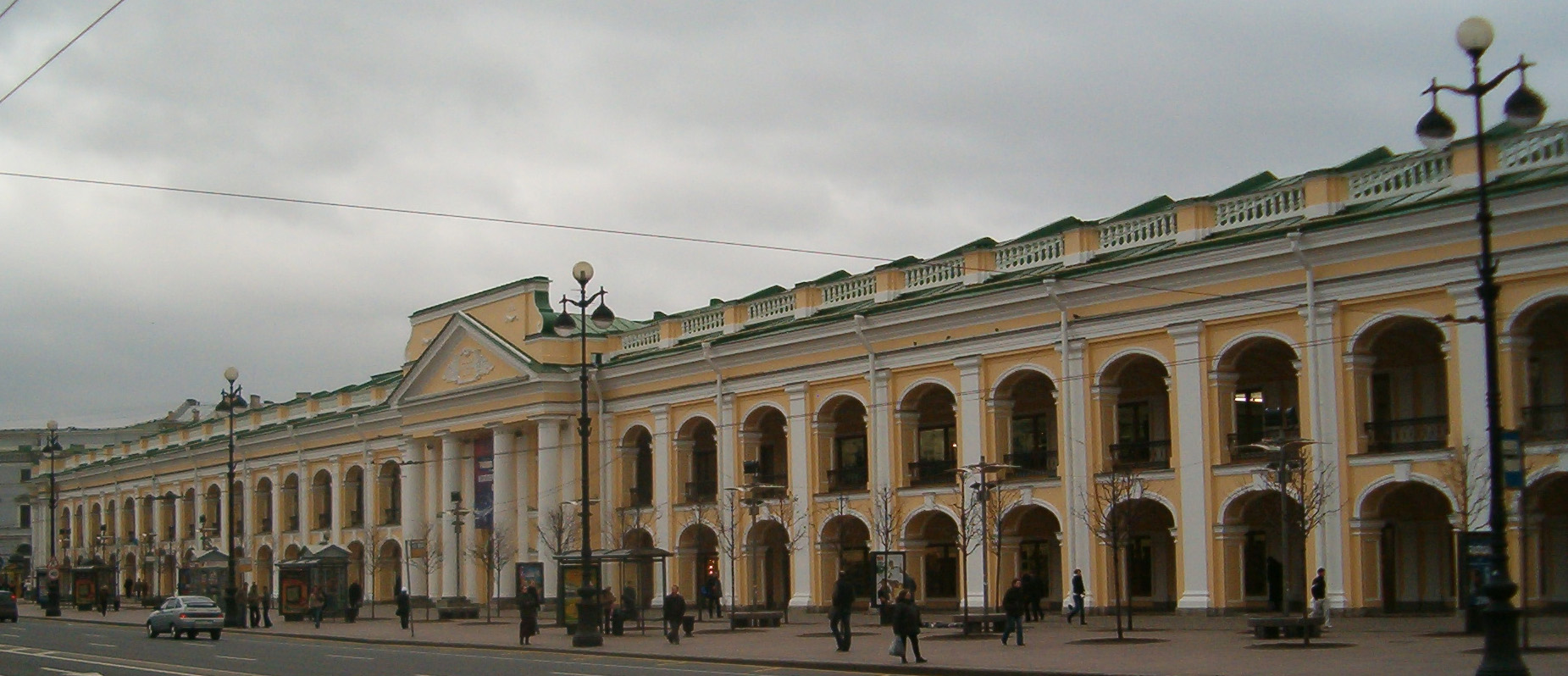
サンクトペテルブルクのボリショイ・ゴスチーヌイ・ドヴォール

ゴスチーヌイ・ドヴォール（ロシア語: гости́ный дво́р ）はロシアの主要都市に作られた大きな伝統的な市場の建物で、さまざまな商人が店を出せるようになっている。多くは新古典主義建築の建物である。直訳すると「商人の宿」の名のとおり、中庭をもつ形式の建物がほとんどで、かつては中庭部分は倉庫であったり荷物置き場として使われていた。

## サンクトペテルブルク
ボリショイ・ゴスチーヌイ・ドヴォール（Great Gostiny Dvor、大ゴスチーヌイ・ドヴォール）はネフスキー大通りとサドーヴァヤ通りの角にある。1757年に建設が始まり、52,000平米あり100軒の店が入った巨大な2階建ての建物で、25年かかって完成している。
この建物は続けて増築が行われて、20世紀には170軒の商店になったが、人々の好みは「パサーシュ」（Passage）と呼ばれる、ネフスキー大通り向かいにある垢ぬけた市場へ移っている。しかし21世紀になって、さらに修築が行われて、いまでもサンクトペテルブルクの主要市場の機能をはたしている。
ボリショイ・ゴスチーヌイ・ドヴォールはノヴゴロド行きなどの定期ツアーバスのチケット販売所・発着地にもなっており、また近くに同名の地下鉄駅もあり便利で、観光客にもおなじみの場所である。
なお、この建物の西隣りでサンクトペテルブルク経済大学とグリボエードフ運河にも囲まれた建物はマールイ・ゴスチーヌイ・ドヴォール（Малый Гостиный двор、小ゴスチーヌイ・ドヴォール）と呼ばれている。もともと1790年代に認可銀行として建てられてもので、その後商業施設になっている。

## モスクワ
スタールイ・ゴスチーヌイ・ドヴォールは赤の広場にあるグム百貨店のイリインカ通り向かいにあり、もともとここはクレムリン脇の商業地区「キタイゴロド」であった。1590年にレンガ作りの建物が建てられ、1638～41年に大改修が行われている。現在の建物はエカテリーナ2世治世の1789年に新古典主義建築の様式で設計されたが、建設は彼女の死後に始まり、1805年に完成している。1812年の対ナポレオン戦争の際のモスクワ大火で焼け落ちたが、1925～30年に修復された。 

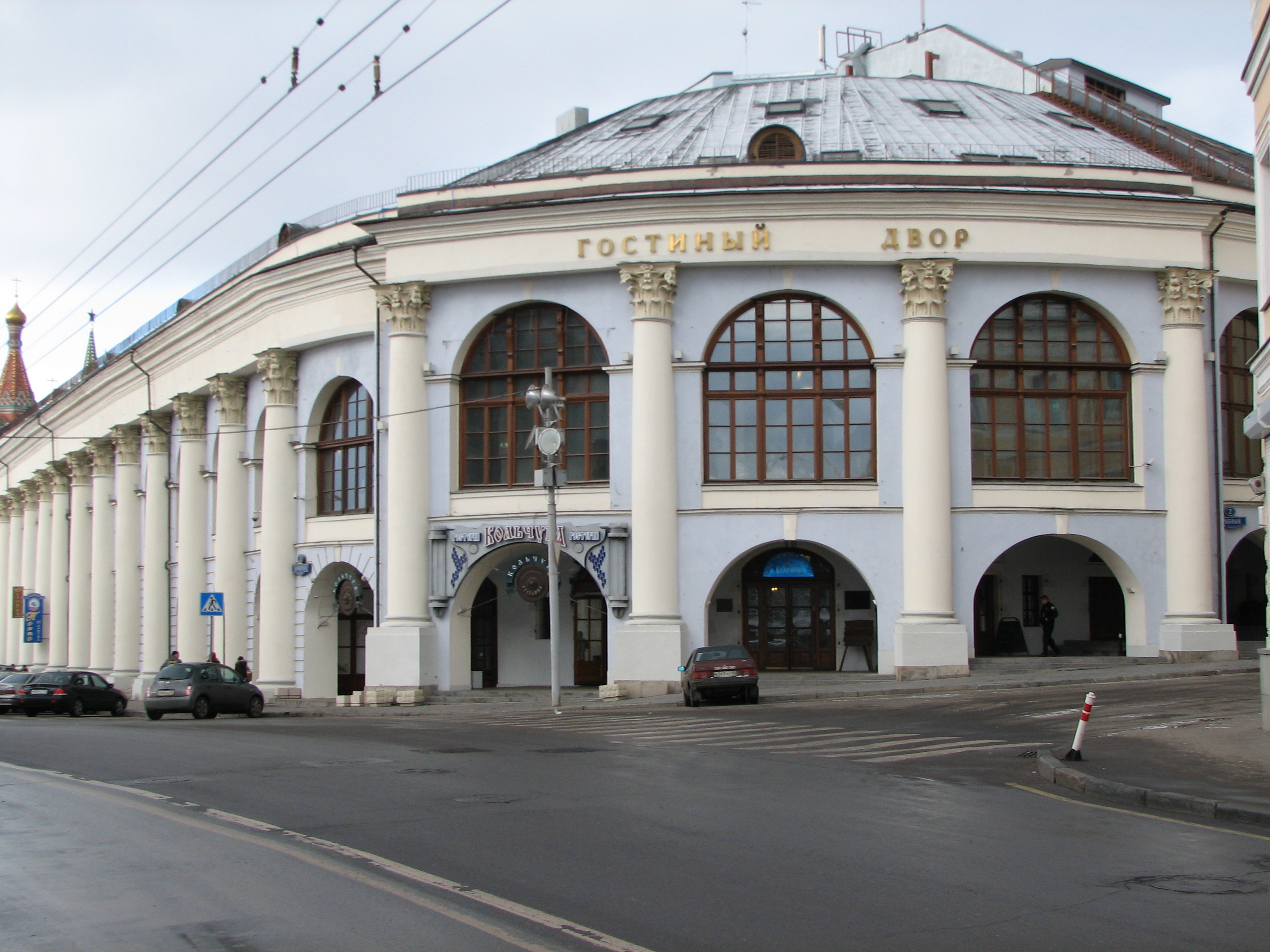
モスクワのスタールイ・ゴスチーヌイ・ドヴォール

その後もさまざまな改築が行われて、ロシア革命以降の1923年には内部が小さな事務所に改築された時期もあった。1995年にはガラスの屋根に改築されて、モダンな百貨店風になった。

## その他の都市
(ゴスチーヌイ・ドヴォールの一覧、ロシア語)

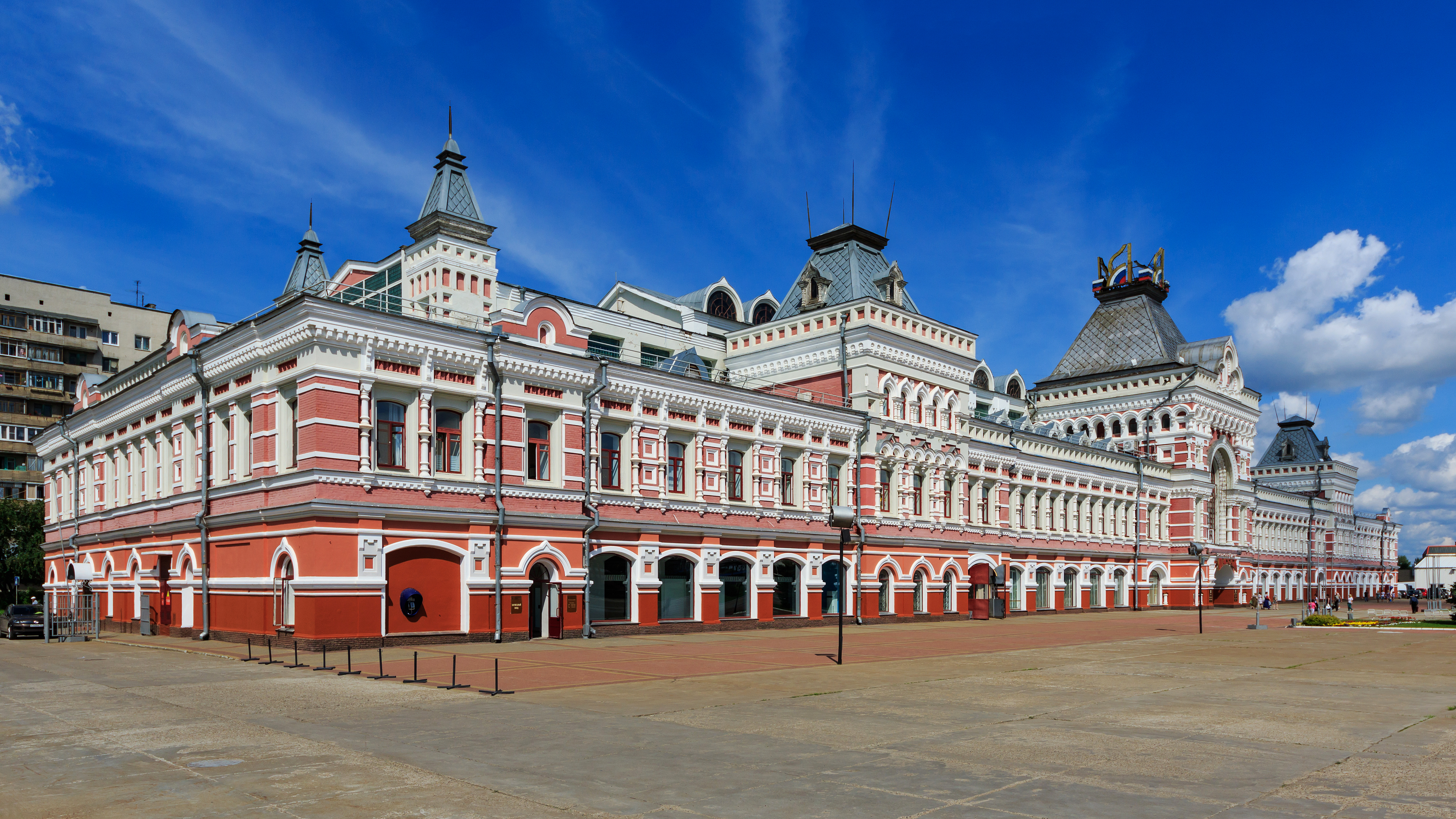
ニジニ・ノヴゴロドのゴスチーヌイ・ドヴォール
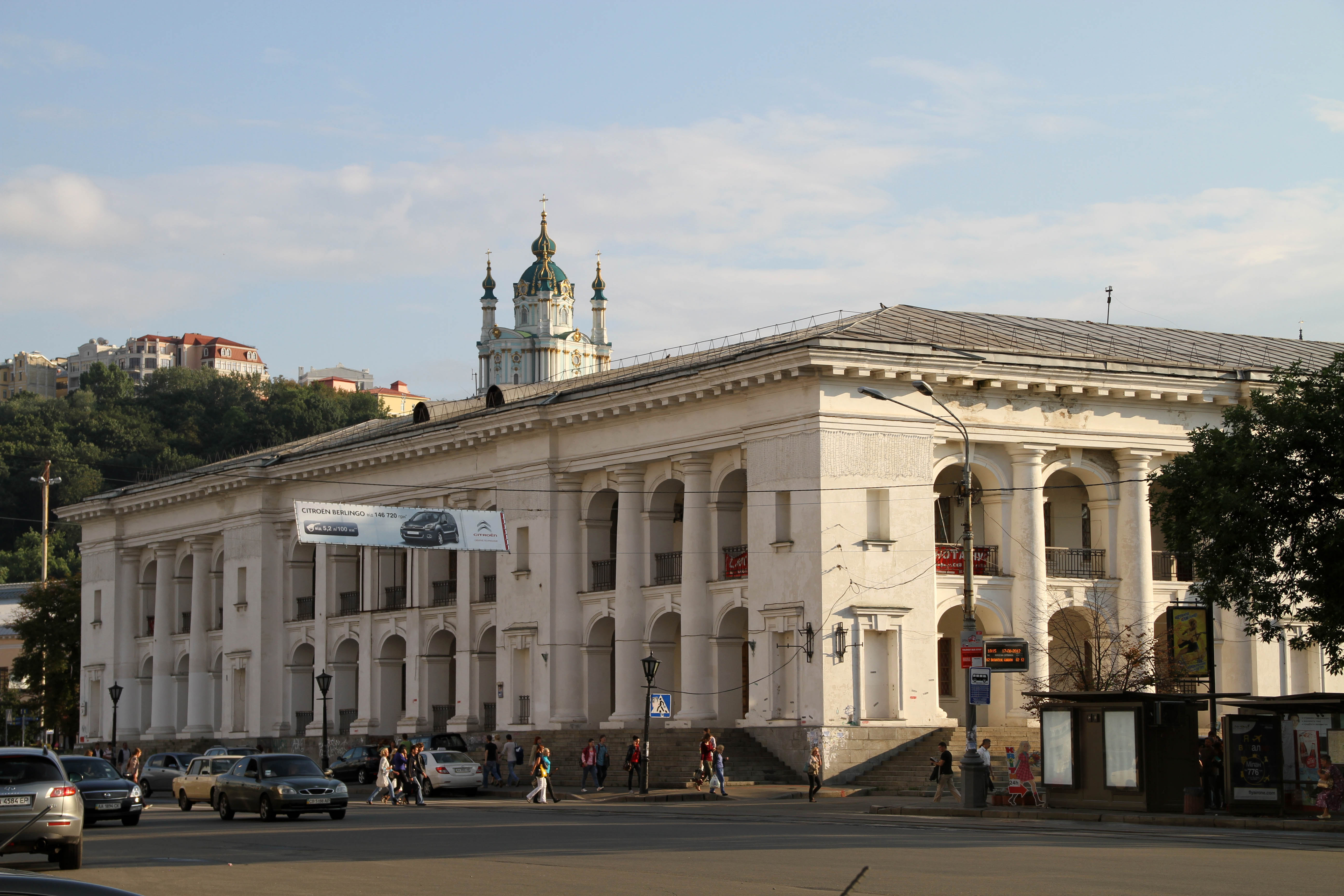
キエフのゴスチーヌイ・ドヴォール
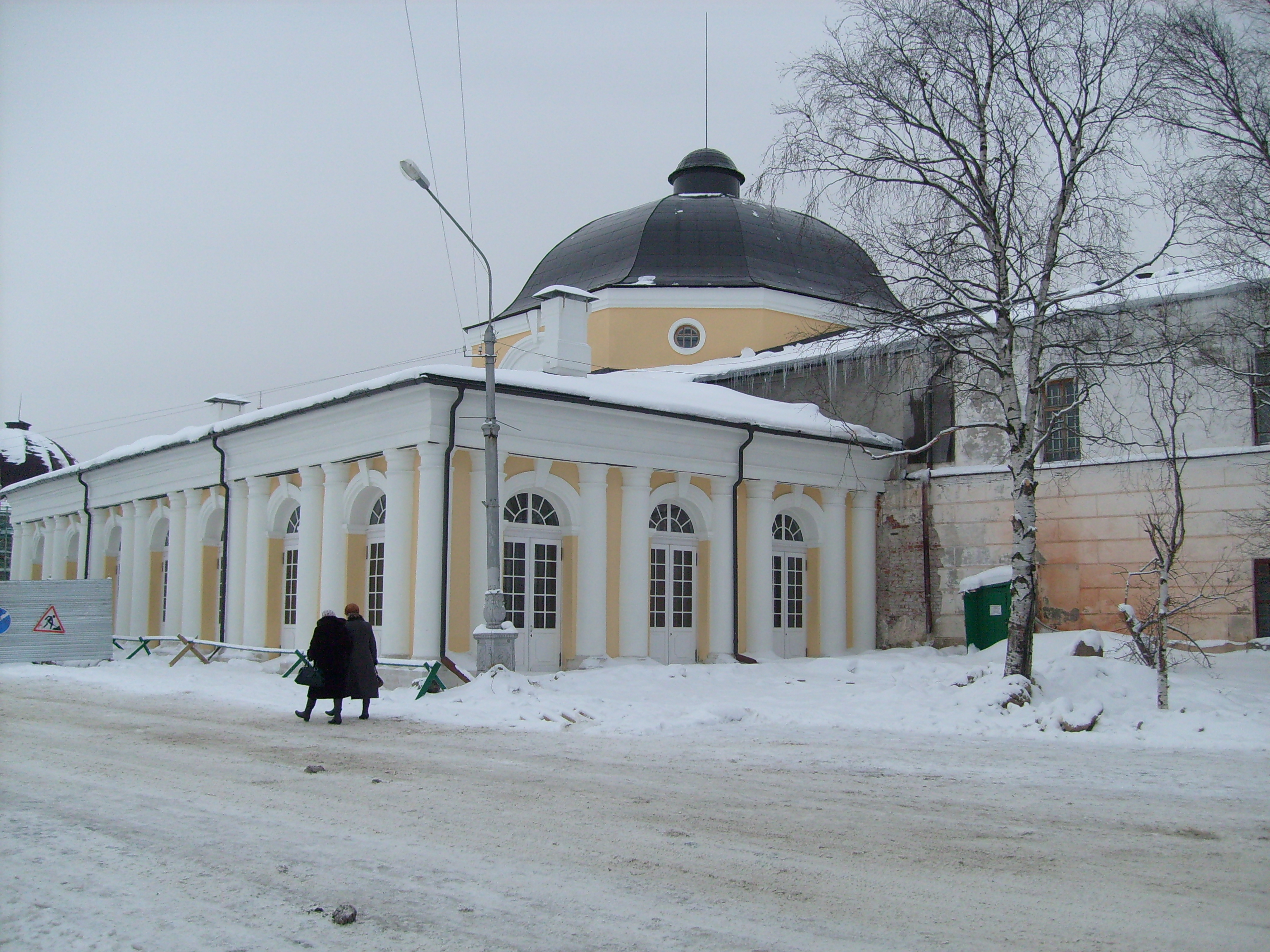
アルハンゲリスクのゴスチーヌイ・ドヴォール
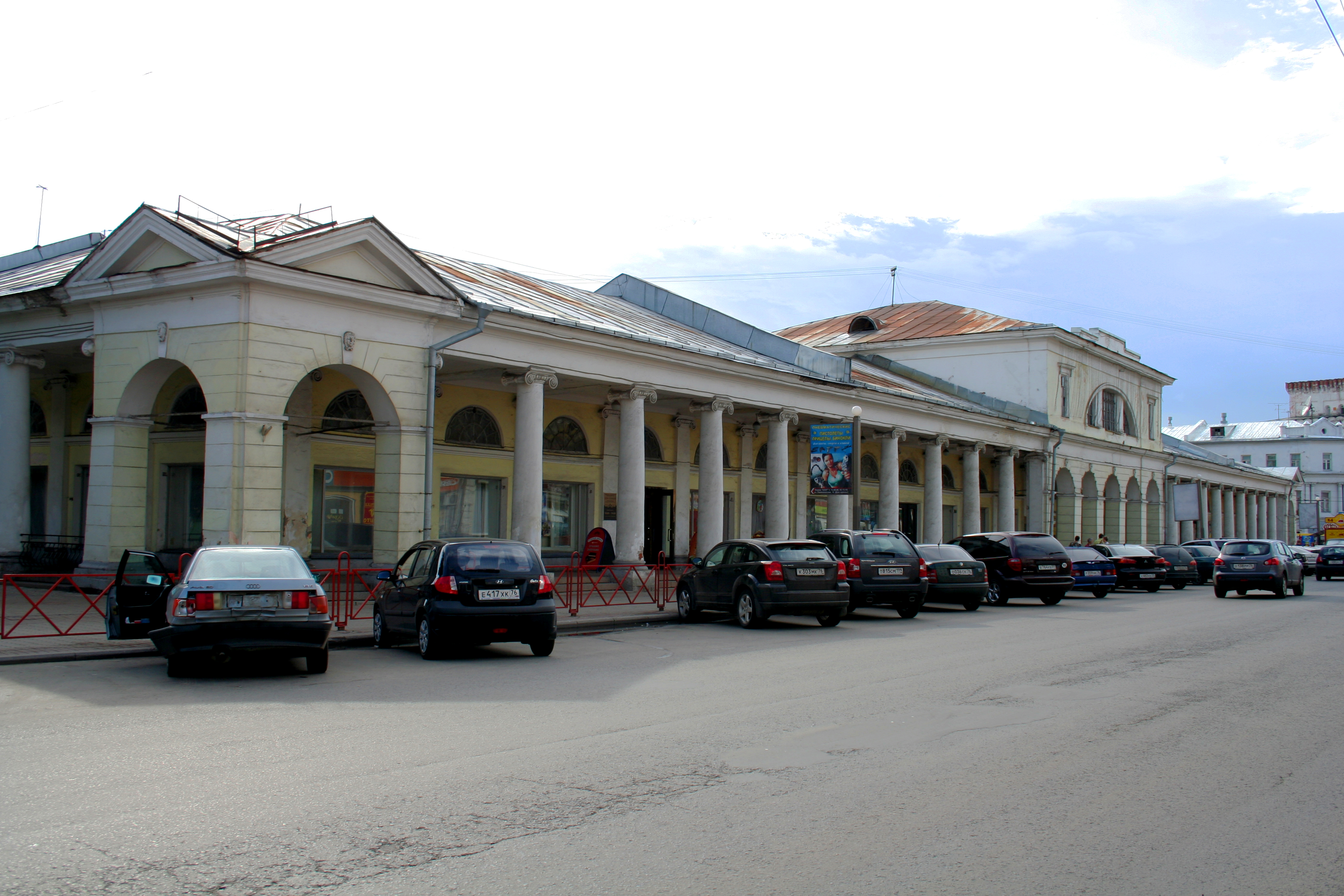
ヤロスラブリのゴスチーヌイ・ドヴォール
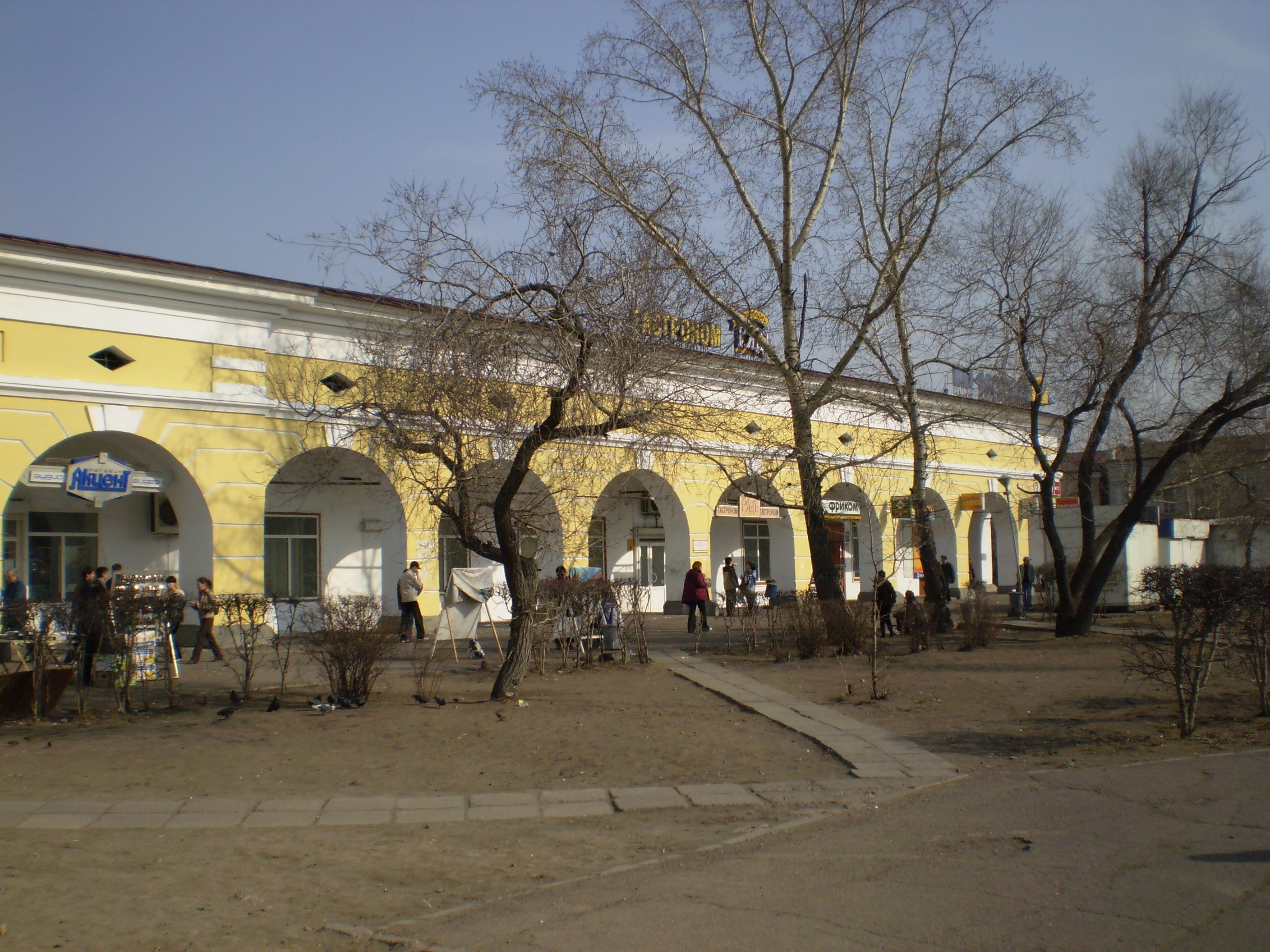
ウラン・ウデのゴスチーヌイ・ドヴォール
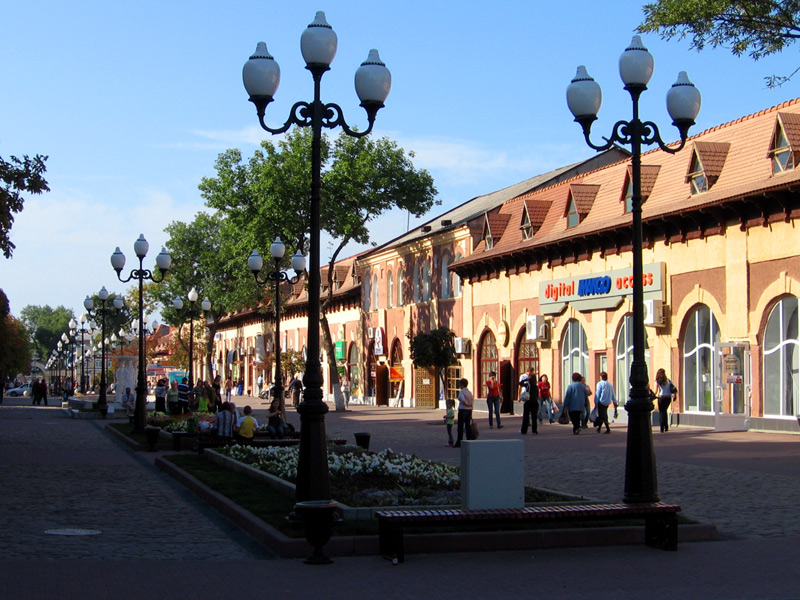
エイスクのゴスチーヌイ・ドヴォール（～年）
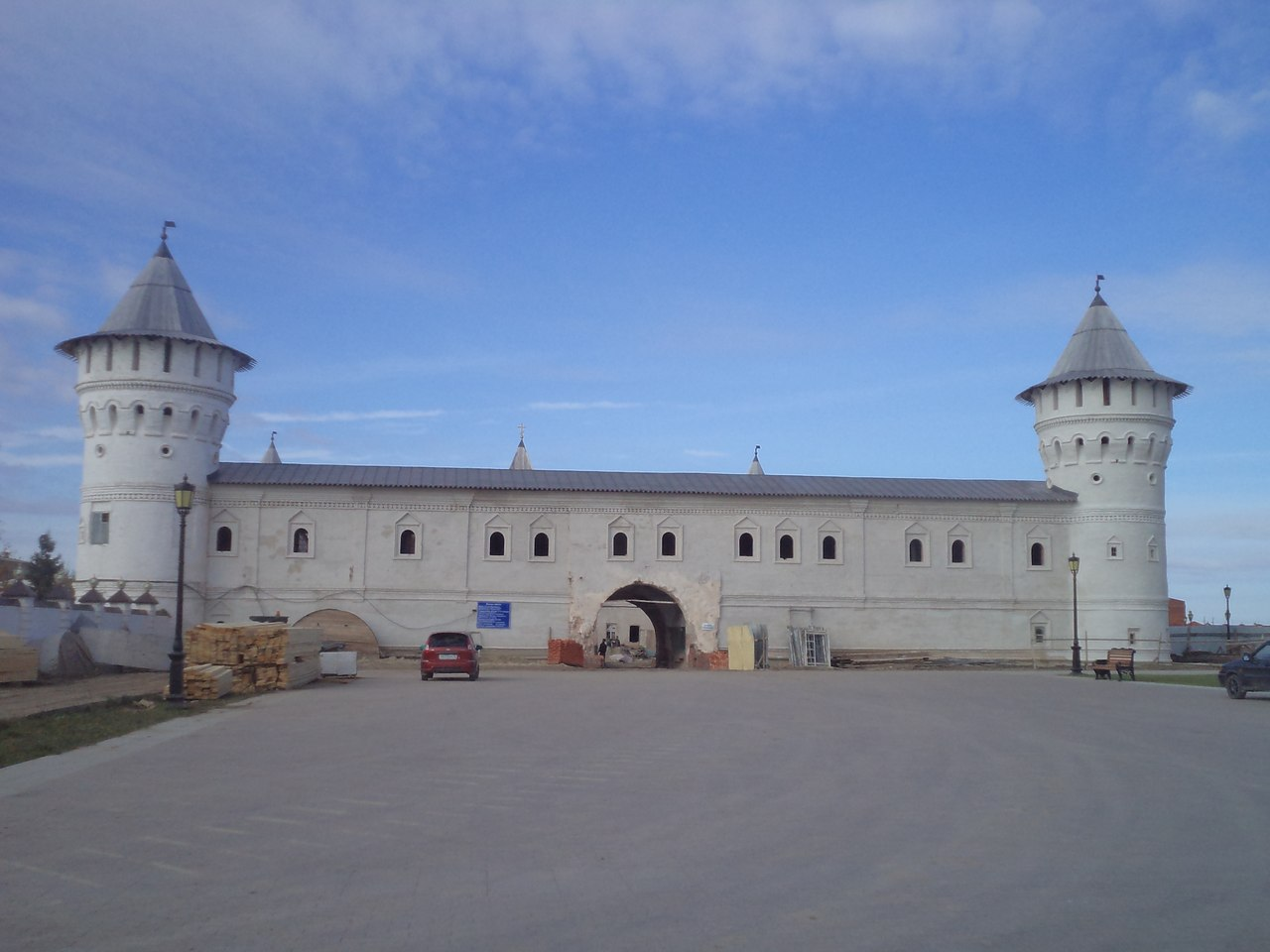
トボリスクのゴスチーヌイ・ドヴォール
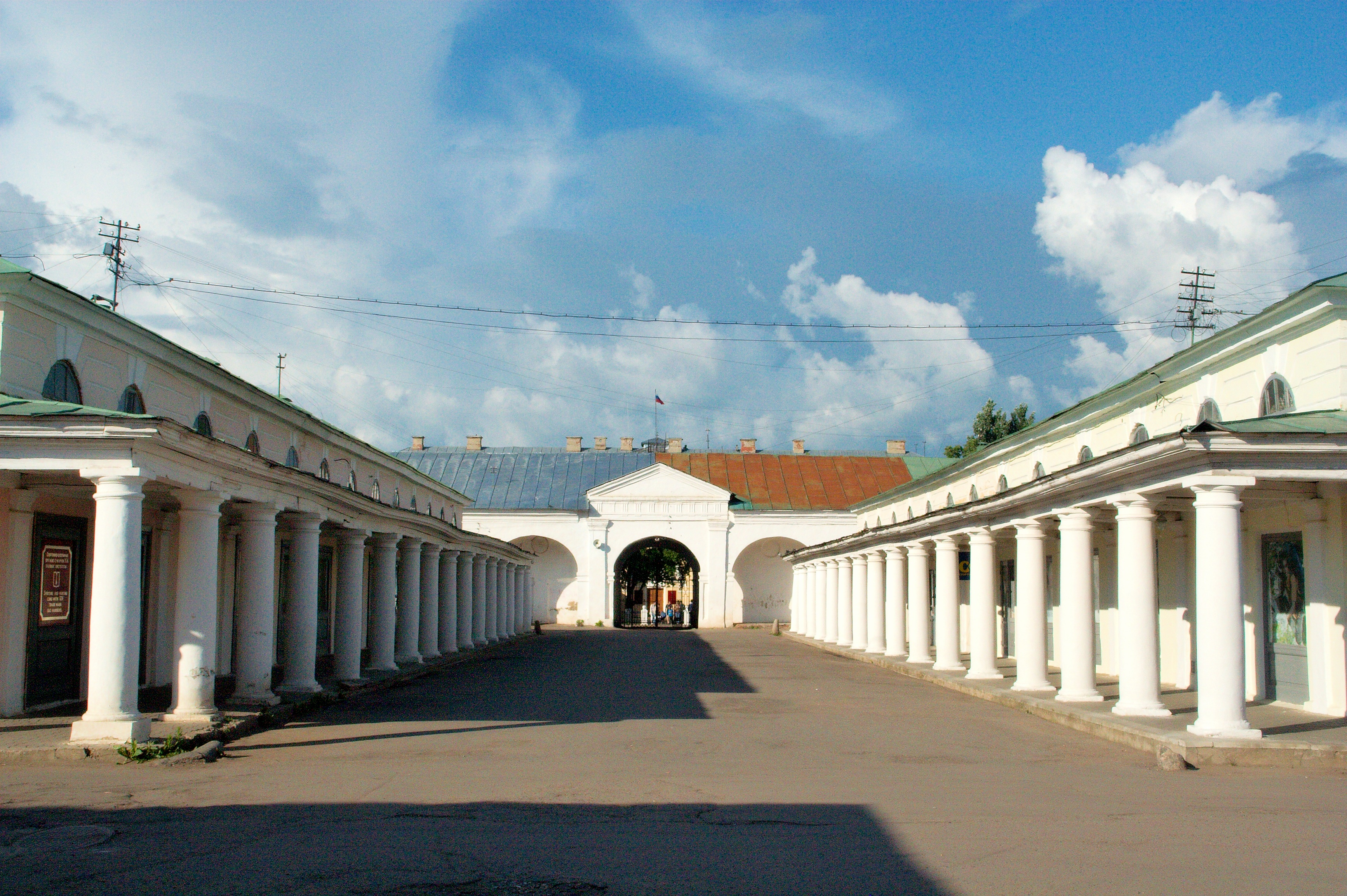
コストロマのゴスチーヌイ・ドヴォール

## 参照項目
- ガレリア (イタリア)